# Rangpo
Rangpo (nota anche come Rongphu o Rungpo) è una città dell'India di 3.724 abitanti, situata nel distretto del Sikkim Orientale, nello stato federato del Sikkim. In base al numero di abitanti la città rientra nella classe VI (meno di 5.000 persone).

## Geografia fisica
La città è situata a 27° 10' 60 N e 88° 31' 60 E e ha un'altitudine di 332 m s.l.m..

## Società

### Evoluzione demografica
Al censimento del 2001 la popolazione di Rangpo assommava a 3.724 persone, delle quali 2.044 maschi e 1.680 femmine. I bambini di età inferiore o uguale ai sei anni assommavano a 495, dei quali 250 maschi e 245 femmine. Infine, coloro che erano in grado di saper almeno leggere e scrivere erano 2.594, dei quali 1.533 maschi e 1.061 femmine.